# Mount Dawson-Lambton
Mount Dawson-Lambton är ett berg i Antarktis. Det ligger i Östantarktis. Nya Zeeland gör anspråk på området. Toppen på Mount Dawson-Lambton är 2 644 meter över havet.
Terrängen runt Mount Dawson-Lambton är bergig norrut, men söderut är den kuperad. Trakten är obefolkad. Det finns inga samhällen i närheten.